# Futebol Clube de Derby
El Futebol Clube de Derby és un club capverdià de futbol de la ciutat de Mindelo a l'illa de São Vicente.
El club va ser fundat el 1929.

## Palmarès
- Lliga capverdiana de futbol[3]
  - Després de la independència: 1983/84, 1999/00, 2004/05

- Lliga de São Vicente de futbol[4]
  - 1982/83, 1983/84, 1984/85, 1985/86, 1999/00, 2000/01, 2004/05, 2007/08, 2013/14

- Torneig d'Abertura de São Vicente de futbol
  - 2000/01, 2010/11, 2011/12

- Copa de São Vicente de futbol
  - 2003/04, 2004/05, 2006/07, 2016/17

- Supercopa de São Vicente de futbol
  - 2004/05, 2016/17

## Trajectòria
- 1r (2004-05) - São Vicente i nacional
- 1r (2007-08) - São Vicente
- 1r (2013-14) - São Vicente
- 4r (2014-15) - Grup A de São Vicente

## Jugadors destacats
- Tubola

## Presidents destacats
- Augusto Vasconcelos Lopes
- Carlos Alberto Lopes

## Entrenador destacats
- Alberto Gomes i António Dias (Ika)
- Tchida
- Almara